# Hiperoxaluria primaria tipo 1
La hiperoxaluria primaria tipo 1 (PH1) es una enfermedad genética rara causada por la sobreproducción en hígado de oxalato que conduce a cálculos renales, nefrocalcinosis, insuficiencia renal y oxalosis sistémica.

## Epidemiología
La incidencia de hiperoxaluria primaria es ligeramente inferior a 3 por cada 1.000.000 de habitantes o alrededor de 1.000 personas en los EE. UU., lo que la hace extremadamente rara. De los tres tipos de hiperoxaluria, la hiperoxaluria primaria tipo 1 es, con mucho, la causa más frecuente, siendo causante del 80% de los pacientes.

## Causas
La hiperoxaluria primaria (HOP) se debe a un desorden metabólico hereditario autosómico recesivo, del metabolismo del glioxalato, que causa una producción excesiva de oxalato. El trastorno más frecuente y grave se debe al déficit enzimático de alanin:glioxalato aminotransferasa (HOP tipo I).